# ضریب بازتاب
ضریب بازتاب یا ضریب انعکاس در فیزیک و مهندسی برق در شرایطی مطرح می‌شود که موجی در حال انتشار در یک محیط ناپیوسته باشد. ضریب بازتاب مشخص‌کنندهٔ دامنه یا شدت موج بازتابیده نسبت به موج پیشامد است. ضریب بازتاب رابطهٔ نزدیکی با ضریب انتقال دارد.

بخشی از موجی که محیط آن به ناگاه تغییر می‌کند، دچار بازتاب، و بخش دیگری از آن منتقل می‌شود.

در فیزیک و مهندسی برق، ضریب انعکاس پارامتری است که نشان می‌دهد چه مقدار از یک موج توسط یک ناپیوستگی امپدانس در محیط انتقال منعکس می‌شود. ضریب بازتاب برابر است با نسبت دامنه موج منعکس شده به موج ورودی که هر کدام به صورت فازور بیان می‌شوند. به عنوان مثال، در اپتیک برای محاسبه مقدار نوری که از سطحی با ضریب شکست متفاوت بازتاب می‌شود، مانند سطح شیشه‌ای، یا در یک خط انتقال الکتریکی برای محاسبه میزان بازتاب امواج الکترومغناطیسی استفاده می‌شود. یک ناپیوستگی امپدانس ضریب بازتاب ارتباط نزدیکی با ضریب انتقال دارد.

## برق
در مهندسی برق (به ویژه مخابرات و قدرت) ضریب بازتاب به نسبت دامنهٔ موج بازتابیده به دامنهٔ موج پیشامد می‌گویند. ضریب بازتاب نسبت دامنه مختلط موج منعکس شده به موج ورودی است. ولتاژ و جریان در هر نقطه در امتداد یک خط انتقال همیشه می‌تواند به امواج پیشرو و منعکس شده با امپدانس مرجع مشخص Z0 تبدیل شود. امپدانس مرجع استفاده شده معمولاً امپدانس مشخصه یک خط انتقال است که درگیر است، اما می‌توان از ضریب بازتاب بدون وجود خط انتقال واقعی صحبت کرد. بر حسب امواج رو به جلو و منعکس شده که توسط ولتاژ و جریان تعیین می‌شود، ضریب بازتاب به عنوان نسبت مختلط ولتاژ موج منعکس شده ({\displaystyle V^{-}}) به موج ورودی ({\displaystyle V^{+}}) تعریف می‌شود. این معمولاً با گاما نشان داده می‌شود و می‌تواند به صورت زیر نوشته شود:
{\displaystyle \Gamma ={\frac {V^{-}}{V^{+}}}}
همچنین می‌توان آن را با استفاده از جریان‌های مرتبط با امواج منعکس‌شده و رو به جلو تعریف کرد، اما یک علامت منفی برای توضیح جهت‌های مخالف دو جریان معرفی کرد:
{\displaystyle \Gamma =-{\frac {I^{-}}{I^{+}}}={\frac {V^{-}}{V^{+}}}}
ضریب انعکاس ممکن است با استفاده از سایر جفت‌های میدان یا مدار کمیت‌هایی که حاصلضرب آنها توان قابل حل را در یک موج رو به جلو و معکوس تعریف می‌کند، تعیین شود. به عنوان مثال، با امواج صفحه الکترومغناطیسی، از نسبت میدان‌های الکتریکی بازتاب شده به موج جلو (یا میدان‌های مغناطیسی، دوباره با علامت منفی) استفاده می‌شود. نسبت میدان الکتریکی هر موج E به میدان مغناطیسی H دوباره امپدانس Z0 است (برابر امپدانس فضای آزاد در خلاء). به‌طور مشابه در آکوستیک از فشار و سرعت آکوستیک به ترتیب استفاده می‌شود.
ضریب بازتاب با امپدانس بار در انتهای خط انتقال و همچنین امپدانس مشخصه خط تعیین می‌شود. امپدانس بار انتهای یک خط با امپدانس مشخصه {\displaystyle Z_{0}\,}  دارای ضریب بازتابی برابر با
{\displaystyle \Gamma ={Z_{L}-Z_{0} \over Z_{L}+Z_{0}}.}

## لرزه‌شناسی
در لرزه‌شناسی یا زلزله‌شناسی از ضریب بازتاب در آزمودن فیدر برای اطمینان‌پذیری محیط استفاده می‌شود.

## نورشناسی و ریزموج‌ها
در نورشناسی، ضریب‌های شدت و دامنهٔ بازتاب به کار برده می‌شوند که معمولاً اولی را با R و دومی را با r نمایش می‌دهند.
در اپتیک و الکترومغناطیسی به‌طور کلی، «ضریب انعکاس» می‌تواند به ضریب بازتاب دامنه توضیح داده شده در اینجا یا بازتاب، بسته به زمینه، اشاره داشته باشد. به‌طور معمول، بازتاب با R بزرگ نشان داده می‌شود، در حالی که ضریب بازتاب دامنه با حروف کوچک r نشان داده می‌شود. این مفاهیم مرتبط با معادلات فرنل در اپتیک کلاسیک پوشش داده شده‌است.

## غشاهای نیمه‌تراوا
ضریب بازتاب در غشاهای نیمه‌تراوا (به انگلیسی: semipermeable membranes) به اینکه آن غشاها تا چه حد می‌توانند جلوی گذر ذرات محلول را بگیرند بستگی دارد. مقدار صفر به گذشتن ذرات منجر می‌شود. مقدار ۱ یعنی هیچ‌یک از این ذرات نمی‌توانند عبور کنند. این ضریب در معادله استارلینگ بکار می‌رود.